# 黃蟪蛄
黃蟪蛄（学名：Platypleura hilpa），小型蟬，體色多為淡褐黃色及有金黃色鱗毛，公蟲體長約17—20（0.67—0.79英寸），母蟲體長約16—18（0.63—0.71英寸），常見於木麻黃等防風林。

## 分布
分布於澎湖、金門、馬祖列島等，每年7月間出沒，但數量有限，此外中國大陸也有分布。